# Жаоян
Жаоя́н (кит. упр. 饶阳, пиньинь Ráoyáng) — уезд городского округа Хэншуй провинции Хэбэй (КНР). Уезд так называется потому, что с южной («янской») стороны от него находится река Жаохэ.

## История
Уезд был основан ещё во времена империи Хань.
В 1949 году был образован Специальный район Динсянь (定县专区), и уезд вошёл в его состав. В 1954 году Специальный район Динсянь был расформирован, и уезд был передан в состав Специального района Шицзячжуан (石家庄专区). В марте 1958 года уезд Жаоян был передан в состав Специального района Цансянь (沧县专区). В июне 1958 года Тяньцзинь был понижен в статусе, став городом провинциального подчинения, и Специальный район Цансянь был присоединён к Специальному району Тяньцзинь (天津专区); уезд Уцян был при этом присоединён к уезду Сяньсянь.
В 1962 году Специальный район Хэншуй был создан вновь, и восстановленный в прежних границах уезд Жаоян опять вошёл в его состав. В 1968 году Специальный район Хэншуй был переименован в Округ Хэншуй (衡水地区).
В мае 1996 года решением Госсовета КНР округ Хэншуй был преобразован в городской округ Хэншуй.

## Административное деление
Уезд Жаоян делится на 4 посёлка и 3 волости.

## Экономика
В начале 1980-х годов в Жаояне зародилось производство народных музыкальных инструментов. По состоянию на 2022 год в уезде насчитывалось около 100 предприятий по изготовлению народных музыкальных инструментов, которые ежегодно выпускали свыше 200 тыс. единиц продукции; объем производства превышал 500 млн юаней (75 млн долл. США). В этой сфере были заняты более 3 тыс. местных жителей. На уезд Жаоян приходится 25 % общего объема производства народных музыкальных инструментов в Китае. Продукция уезда Жаоян продается не только внутри страны, но и экспортируется в Северную Америку, Западную Европу и Юго-Восточную Азию.

## Транспорт

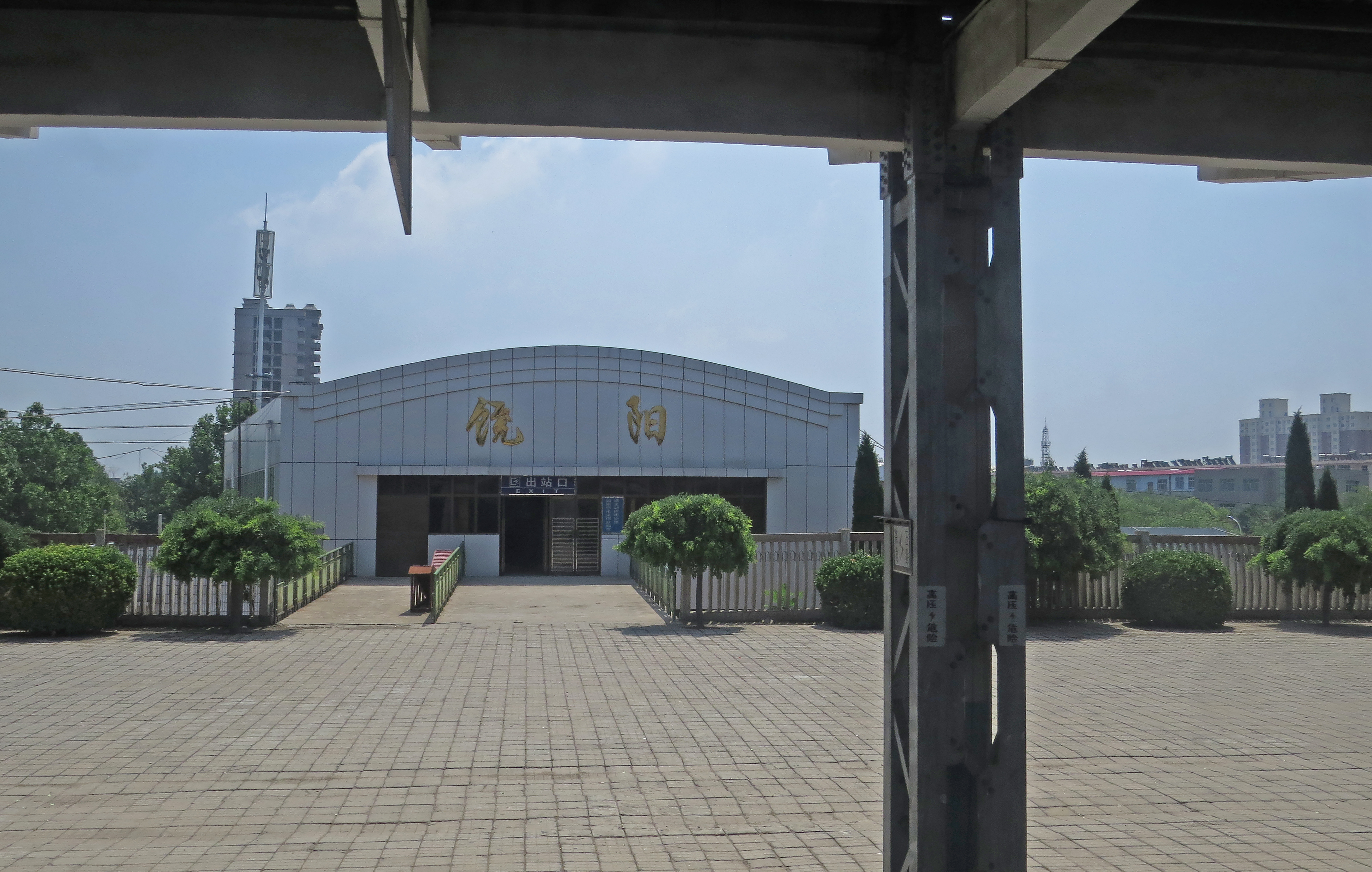
Станция Жаоян

Через территорию уезда проходит железная дорога Пекин — Коулун.